# Limski zaljev - kopno
Limski zaljev - kopno este o arie protejată (sit de importanță comunitară — SCI) din Croația întinsă pe o suprafață de 1.168,32 ha, integral pe uscat.

## Localizare
Centrul sitului Limski zaljev - kopno este situat la coordonatele 45°07′37″N 13°40′23″E / 45.127°N 13.673°E.

## Înființare
Situl Limski zaljev - kopno a fost declarat sit de importanță comunitară în iulie 2013 pentru a proteja 5 specii de animale.

## Biodiversitate
Situată în ecoregiunea mediteraneană, aria protejată conține 1 habitat natural: Pante stâncoase calcaroase cu vegetație casmofită.
La baza desemnării sitului se află mai multe specii protejate de  mamifere (5): liliac cu urechi de șoarece (Myotis blythii), liliac cărămiziu (Myotis emarginatus), liliacul mediteranean cu potcoavă (Rhinolophus euryale), liliacul mare cu potcoavă (Rhinolophus ferrumequinum), liliacul mic cu potcoavă (Rhinolophus hipposideros).